# 弗朗索瓦丝·贝当古·梅耶尔
弗朗索瓦丝·贝当古·梅耶尔（法語：Françoise Bettencourt Meyers，法語：[fʁɑ̃swaz bɛtɑ̃kuʁ mɛjɛʁs]，1953年7月10日—）是一名法國企業家、慈善家、作家、鋼琴家和億萬富豪，是世界上最富有的女性。根據《富比士》報導，截至2022年3月，其淨資產估計為753億美元。她是利莉亚娜·贝当古的繼承人，欧萊雅創始人欧仁·许勒尔的孫女。她的母親於2017年9月去世，此後她的財富隨著她通過家族控股公司Tethys Invest的投資以及萊雅股票在證券交易所的高估值而增加了兩倍。

## 生平
贝当古·梅耶尔從小就是一個嚴格的天主教徒，寫過幾本聖經評論。她是利利安·贝当古的唯一女兒和繼承人。她嫁給讓-皮埃爾·梅耶尔 （Jean-Pierre Meyers），一位在奧斯威辛被殺害的拉比的孫子，他們把孩子讓-維克托（Jean-Victor）和尼古拉（Nicolas）作為猶太人撫養。她的婚姻引起了爭議，因為她的祖父欧仁·许勒尔因與納粹政府合作而受到審判，而他是萊雅的創始人。贝当古·梅耶尔和她的家人仍然擁有該公司33%的股份。
2008年，她起訴弗朗索瓦-馬里·巴尼耶從她母親那裡拿錢，她開始訴訟，要求宣布她母親精神上無行為能力。她用作證據的秘密錄音中所揭露的內容導致沃爾特-贝当古醜聞的公開。
2010年12月，贝当古·梅耶尔宣布她已經與她的母親和巴尼耶達成庭外和解。
她的母親於2017年9月去世，當時她的淨資產約為395億美元，這使贝当古·梅耶尔躋身世界前20名最富有的人之列。
2019年，在一場大火嚴重破壞巴黎聖母院後，贝当古·梅耶尔和萊雅承諾提供2.26億美元用於修復該大教堂。
根據彭博億萬富翁指數，截至2022年1月，她是世界上最富有的女性，其財富估計為949億美元。